# 遗传性性吸引
遺傳性性吸引（英語：genetic sexual attraction，縮寫GSA）是一个用于描述在成年后首次见面的近亲亲属之间可能发生的压倒性性吸引力的概念和术语。该词指一种在近親之間的性吸引，一般多见於成年後第一次見面的姊弟之間，尤其是在沒有一起成長的兄妹或姐弟的一種天生性吸引力，甚至父母與子女間也會發生“遺傳性性吸引”現象。
一种观点认为，這是雙方有著相似的遺傳基因所致使。另一种观点认为，所谓的“遺傳性性吸引”只是一种实际存在的现象，但没有直接的证据，并将此假说批评为伪科学。

## 假说
“遗传性性吸引”这个词是在1980年代后期由芭芭拉·戈尼奥（Barbara Gonyo）所创，她是Truth Seekers In Adoption的创始人——一家总部位于芝加哥的被收养者与新发现亲戚的支持团体。但她不是科学家或医生，她在自己四十多岁、被收养的儿子二十多岁时遇到了他，随后出现了性感受，而她的儿子拒绝了这种关系。

## 歷史和神话故事
兄妹或姐弟結婚的故事最早可見於各國神話故事，如中国神話的伏羲和女娲就是兄妹結婚生子，成為全人類的始祖。另外，埃及的奥西里斯和伊西斯、希腊的宙斯和赫拉，都是兄妹（姊弟）結婚。《史记》记载，春秋时期齐国国君齐僖公的女兒文姜，與同父异母的兄長齊襄公发生乱伦行為。

## 案例
2007年2月28日，英國《衛報》報導，住在德國莱比锡兹文科（Zwenkau）的兄妹帕特里克和蘇珊從小沒有在一起生活，長大相遇便陷入熱戀，有了4個孩子。
2012年6月22日，英国《每日邮报》网站报道，美国加利福尼亚州一对母子发生乱伦行为，母亲因此被判入狱4年8个月，但她坚称这不是乱伦而是“遗传性性吸引”。
2014年8月7日，巴西女子艾德里安娜（Adriana）上週透過Radio Globo電台幫忙，找到了從小失散的母親；但當媽媽提到她還有一個弟弟、也是從小就被遺棄時，艾德里安娜驚覺，她這名不認識的弟弟，竟然就是跟自己在一起7年、育有一名6歲女兒的男子林德羅（Leandro）。他們在知道這件事情後，仍宣告要繼續維持夫妻關係。
2015年1月18日，美國18歲少女2年前透過臉書聯絡失散長達12年的父親，2人相約見面竟擦出愛的火花，發生性關係。少女表示與其他男子相處都會感到不適，然而與父親卻相當自然、歡樂。2人計畫結婚後搬至新澤西州，因為近親亂倫在新澤西州屬合法。另外，少女表示未來更打算與父親生兒育女。
2022年5月2日，英国《每日邮报》(Daily Mail Online)报导，德国一名44岁男子年幼时被收养便离开原生家庭，直到成年时才回来与亲生父母同住，不过就在初次见到亲生妹妹时与她坠入爱河，几年后生下4名孩子。消息曝光后，两人发誓要改变德国法律，为了名正言顺的拥有夫妻关係。https://www.dailymail.co.uk/femail/article-10774499/German-man-four-children-sister-reveals-fight-make-incest-legal.html （页面存档备份，存于）

## 文化
- 電影《原罪犯》的男主角愛上一個年輕女孩，後來發現是他自己多年未見的女兒。
- 電影《回到未來》男主角马蒂・麦克弗莱（Marty McFly）回到過去，他年輕的母親竟愛上他。
- 電影《星球大戰》系列中，對莉亞公主有浪漫感情，後來發現他們是雙胞胎兄妹。
- 處境喜劇《誰家灶頭無煙火》，高楷曾對全定琪有好感，之後知道是其同父異母之妹妹。
- 話劇《雷雨》中周萍與同父異母的妹妹鲁四凤相戀並且使其懷孕。
- 電腦遊戲《缘之空》中春日野悠同其双胞胎妹妹春日野穹相爱并发生性关系。

## 討論
有心理研究表明「遺傳性性吸引」可能存在。1995年《英国医学心理学期刊》（British Journal of Medical Psychology）报告指出：“人们之间的关系和他们对彼此的认知有关，这就像亲情一样，你会发现彼此都在接受着伦理的考验。这种关系是互动的，无法言表的。研究人员惊奇地发现超过50%的在别处寄养的孩子在和家人团聚时，有想和家人做爱的强烈性冲动。”

## 参見
- 近亲性交
- 韋斯特馬克效應